# Aspenhainer Kopf
Aspenhainer Kopf ist einer der südöstlichsten Höhenpunkte des Büdinger Waldes, am Rande des Kinzigtals, auf 260 m ü. NHN.

## Geografie

### Geografische Lage
Der Aspenhainer Kopf liegt in der Gemarkung Wächtersbach, südwestlich der Stadt Wächtersbach, oberhalb des Glasgrundes und nordöstlich der Nachbargemeinde Neuwirtheim.

### Landschaft
Der Aspenhainer Kopf ist eine wenig ausgeprägte Berggestalt, die sich nur geringfügig über ihre Umgebung erhebt. Nur zum Kinzigtal hin hat er eine mäßig steile Flanke. Er ist mit Mischwald bestanden. Wichtige Erkennungsmerkmale sind eine kleinere Antennenanlagen am Gipfel selbst und das tempelartige Eingangsgebäude des Frankfurter Wasserspeichers, kurz unterhalb; ohne sie wäre er nur schwer zu identifizieren. Aussichten in den Vogelsberg, hinab ins Kinzigtal oder in die gegenüber liegenden Höhenzüge des Spessarts gibt es wegen des dichten Bewuchses nicht.

### Zugang / Infrastruktur
Über verschiedene Wege ist der Aspenhainer Kopf zugänglich:
- Vom Parkplatz im Glasgrund führt ein steiler östlicher Anstieg, entlang eines Gatterzaunes direkt zum Gipfel.
- Etwas weiter südlich, an der Landesstraße L3201 beginnt ein Waldwirtschaftsweg. In weiten Bögen führt er zum Gipfel und weiter nach Norden. Er entspricht wohl noch der mittelalterlichen Wegführung.
- Einen direkten Anstieg gibt es auch vom Westen, von Neuwirtheim her.

## Geschichte

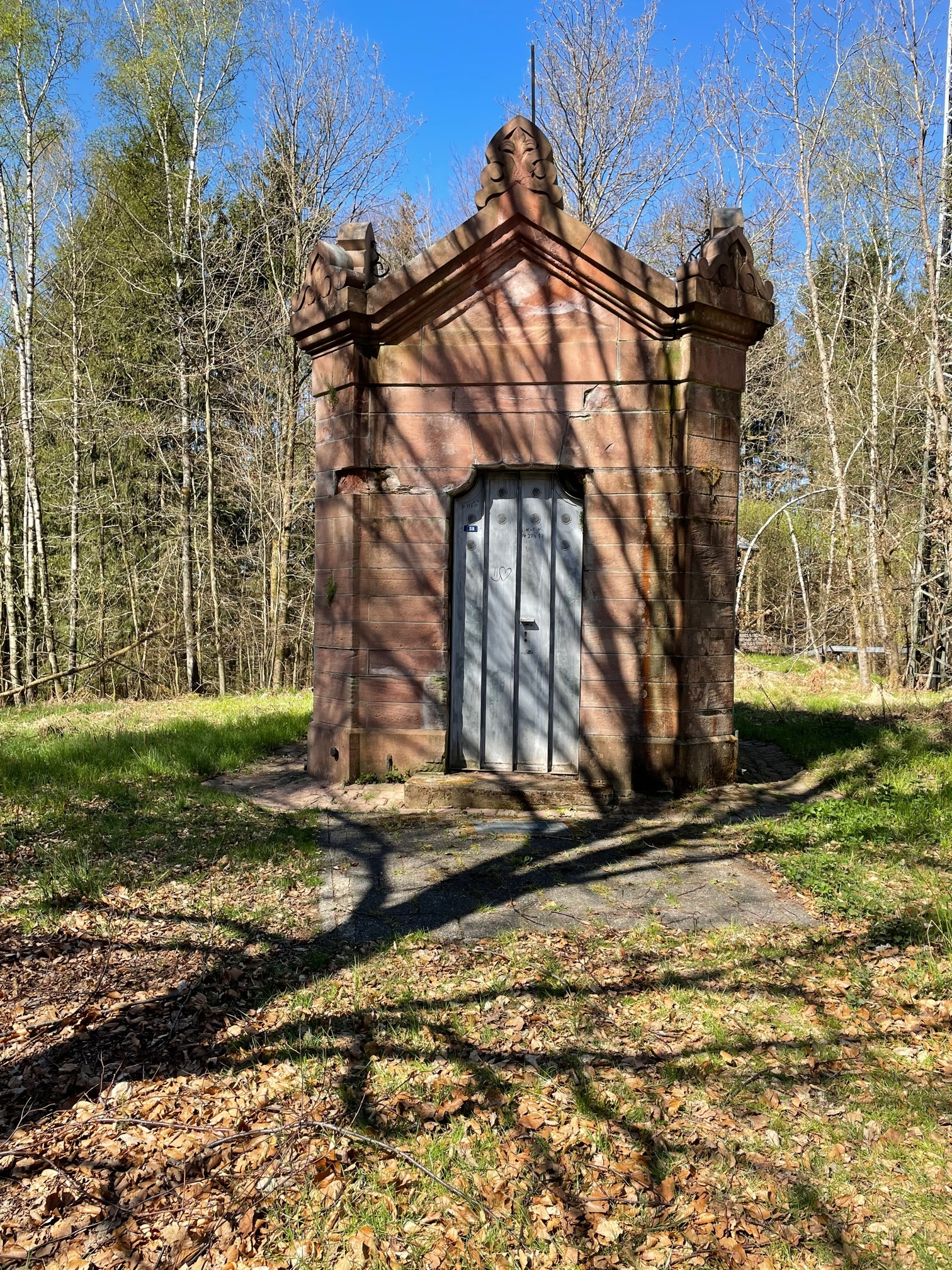
Eingangsgebäude Wasserspeicher der Frankfurter Wasserleitung

### Mittelalter
Über den Aspenhainer Kopf verlief im Mittelalter die Straßenverbindung, die von der Reffenstraße im Vogelsberg kommend, über den Weiler Hergersfeld und Orb zum Spessart führte. Dort lagen zwei weitere wichtige Handelsstraßen, der Eselsweg und die Birkenhainer Straße. Diese Nord-Süd-Verbindung querte an der Eisernen Hand das Kinzigtal und kreuzte die Via Regia.

### Neuzeit
Im 19. Jahrhundert, beim Bau der Trinkwasserleitungen, aus dem Vogelsberg und dem Biebertal heraus nach Frankfurt, wurden diese beiden Wasserstränge am Aspenhainer Kopf in einem Druckausgleichsbehälter, mit einem „beinahe sakralen Eingangsgebäude“, entsprechend dem Stil der Zeit zusammengeführt. Ab da wird das Wasser in einem gemeinsamen Strang zum Pumpwerk in der Neuwirtheimer Aue abgelassen und in Richtung Frankfurt weitergeführt. Der Aspenhainer Kopf ist der letzte Hochpunkt der Wasserleitung vor der Abtshecke bei Langenselbold und dem Hochbehälter an der Friedberger Landstraße in Frankfurt.